# Borromei Szent Károlyról nevezett Hittudományi Főiskola és Szeminárium
A Borromei Szent Károlyról nevezett Hittudományi Főiskola és Szeminárium 1997 és 2010 között működő váci katolikus papi szeminárium volt.
A Váci egyházmegyébe jelentkező papjelöltek első teológiai szemináriumi évüket töltöttk az intézményben. Általában ebben az évben Vácon a propedeutika (tudományos kutatási módszertan) tárgykörében folytattak tanulmányokat. Az első szemináriumi év elvégzése után a papnövendékek innen többnyire az egri, a nyíregyházi, a győri, vagy az esztergomi szemináriumban folytatták és fejezték be tanulmányaikat.
Vácon a szeminárium a Konstantin tér 1-5. szám alatti, eredetileg is szemináriumi épületben foglalt helyet, de miután 2004-ben az Apor Vilmos Katolikus Főiskola Vácra költözött, a szemináriumot a Püspöki Palotába (Migazzi Kristóf tér 1.) helyezték át.
A szeminárium a többi felsőoktatási intézménytől eltérően nem hirdetett meg szakokat. Itt csak a Váci egyházmegyébe jelentkező és felvételt nyert vallásukat gyakorló katolikus férfi elsőéves papjelöltek folytathattak teológiai alaptanulmányokat.
2010 szeptemberével bezárták.